# Ticharich Zdenka

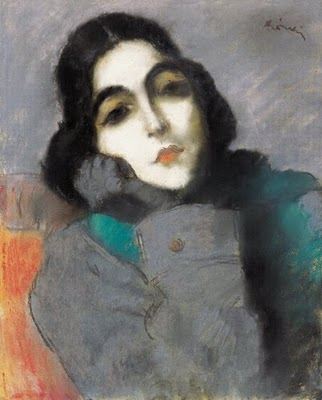
Rippl-Rónai József festménye Ticharich Zdenkáról

Ticharich Zdenka (Vukovár, 1900. szeptember 26. – Budapest, 1979. február 15.) zongoraművésznő, pedagógus, zeneszerző.

## Életpályája
Ticharich Mátyás (1873–1945) miniszteri tanácsos és Deutsch Flóra (1875–1949) gyermekeként született. Anyja a Bécsi Konzervatóriumban operaénekesi diplomát szerzett.
Három és fél éves korában Theodor Leschetizky lengyel zongoraművész-pedagógus fedezte fel a gyermek abszolút hallását. Négyéves korától a Nemzeti Zenede növendéke lett, ahol Tomka István segítette zenei fejlődését. Később Bécsben Emil Sauernél és Ferruccio Busoninál zongorázni, illetve a berlini Zeneművészeti Főiskolán Franz Schrekernél zeneszerzést tanult. Tizenhét éves korától koncertkörutakra járt. Híresek voltak hangverseny-szereplései, sikereket aratott Európa számos országának fővárosában, valamint az USA-ban. A Párizsban élő világhírű svájci zeneszerzőt, Arthur Honeggert bókra ragadtatta: „Olyan maga a számomra, mintha Nefertiti csodálatos reinkarnációját látnám, mindeközben különleges tehetségről árulkodik a muzsikája is.” Sokat szerepelt a Magyar Rádióban, hangfelvételei megtalálhatóak a rádió hangarchívumában.

### Zeneszerzői és tanári munkássága
Zenekari műveket, zongoradarabokat és dalokat komponált. 1947–1969 között a budapesti Zeneakadémián zongorát tanított.

## Alakja a képzőművészetben
Képzőművészek egész sorát inspirálta alkotásra. Már tizenhat éves korában portrét rajzolt róla Kunffy Lajos, később Rippl-Rónai József valamint Batthyány Gyula is megfestette alakját, Körmendi-Frim Jenő, Pátzay Pál, Käthe Kollwitz szobrot, Reményi József plakettet mintázott róla. A leghíresebb műveket azonban Márffy Ödön festette Zdenkáról. Karcsú termetét, hosszú ujjait, különös, ábrándos tekintetét tucatnyi művén fedezhetjük fel: 
- a Fekvő Zdenka (1926)
- az Alvó leány (1928)
- a Gyöngynyakékes nő (1930 k.), vagy a Csipkekendős nő (1930 k.),
- Zdenka és Csinszka (1930. k.) mind Márffy portréművészetének kiemelkedő darabjai.

### Ábrázolásai
- MÁRFFY Ödön (1878, Budapest - 1959, Budapest): Csipkekendős nő, 1930 körül, Olaj, vászon, 81 x 65 cm, Magyar Nemzeti Galéria, Budapest (A kép Ticharich Zdenka zongoraművésznőt ábrázolja.)
- MÁRFFY Ödön (1878, Budapest - 1959, Budapest): Zdenka és Csinszka, 1930, Olaj, vászon, 73,5 x 60 cm, magántulajdon,
- Rippl-Rónai József (1861 - 1927): Ticharich Zdenka portréja, 1921